# Back to the Future: The Game
Back to the Future： The Gameは、2010年12月22日から、アメリカのPCゲーム制作会社テルテール・ゲームズより配信開始されたアドベンチャーゲーム。映画『バック・トゥ・ザ・フューチャー』シリーズの世界観を引き継いだ派生作品。
原作映画については、バック・トゥ・ザ・フューチャーシリーズを参照。

## 概要
映画『バック・トゥ・ザ・フューチャー』シリーズの後日談を描いたゲーム作品。Telltale Gamesより、インターネットダウンロード形式で販売されている。日本からでも購入可能であるが、日本語未対応。
Windows/Mac版、iPad版（2013年3月6日のアップデートでiPhoneにも対応）、PS3版がリリースされている。PC版はTelltale Games公式サイトからの他、Steamからも購入可能。iPad版およびiPhone版はApp Store、PS3版はPSNで配信中（ただしPSN日本版では未配信）。エピソード形式で構成されており、全5エピソード。
マップ内を歩き回り、人と会話・気になるものを調べる・アイテムを使うなどして物語を進める、オーソドックスなアドベンチャーゲーム形式。難易度は低く設定されており、ヒント閲覧にも特にペナルティはない。会話では場面に応じていくつかの答えや質問事項を選択でき、それによって会話の内容が変化するが、基本的なストーリー展開は一本道である。全編フルCG、フルボイス。
映画版の脚本家であるボブ・ゲイルが監修にあたり、ドクの声優には映画と同じくクリストファー・ロイドが、ジェニファーの声優にはPART Iで同役を演じたクローディア・ウェルズが起用されている。また、マーティ役には新人声優のAJ LoCascioが起用されており、声質・話し方ともにマイケル・J・フォックスに極めて近い演技 。Episode5では、映画版マーティ役のマイケル・J・フォックス本人がゲスト出演している。音楽は映画版のアラン・シルヴェストリの曲をそのまま使用しているほか、ゲームのためにアレンジされた曲やオリジナル曲も存在する。
映画の物語からそのまま繋がるストーリーとなっており、随所に映画版に言及する台詞や小ネタが挟み込まれるなど、映画版を強く意識した作りとなっている。お約束のシーンでは、台詞のみならず小道具、カメラアングルに至るまで映画の共通シーンと似せられている。お約束のシーンに関しては、バック・トゥ・ザ・フューチャーシリーズ#シリーズ内でよくみかけるシーン参照。
2015年10月にはタネン一族を映画版同様トーマス・F・ウィルソンが演じ、テクスチャ解像度等のクオリティを上げた30周年記念バージョンがPlayStation 4、Xbox One、Xbox 360から発売された。

## ストーリー
あの冒険から半年以上が過ぎた、1986年5月14日。思わぬ形でドクとの思い出を呼び覚まされたマーティは、母ロレインに促されドクのガレージを訪れる。そこでは、失踪者扱いとなっていたドクの持ち物が市によって「遺品セール」として売り出されていた。
困惑するマーティだったが、父ジョージやビフに「ドクは生きている」と話しても事態は変えられない。と、ガレージの中で一冊のノートを発見する。それは次元転移装置の構想が書かれたドクのノートだった。
突如として、ガレージの外で閃光が走り、聞き慣れたソニックブーム音が鳴り響く。外に出たマーティが見たものは、半年以上前の1985年10月27日午前11時、1885年から戻った直後にディーゼル機関車と正面衝突して破壊されたはずのデロリアンであった。車内にはドクの愛犬アインシュタインがいるだけでドクはおらず、その他には女性ものの靴の片方、そしてドクからのメッセージが録音されたテープレコーダーがあるだけだった。
「マーティ、私を助けに来てくれ」
デロリアンに残された靴の匂いをアインシュタインに嗅がせたマーティは、ヒルバレー高校のストリックランド教頭の姉・エドナの元へとたどり着く。エドナが収集している新聞から、マーティは「カール・セーガン」と名乗るドクが1931年6月14日に闇酒場に放火した罪で逮捕され、裁判所の前で何者かに殺された事を知る。ドクを救うため、マーティはアインシュタインと共に再びデロリアンに乗り込み、禁酒法時代の1931年へと旅立つ。

### エピソード・リスト
- Episode1. It's About Time
- Episode2. Get Tannen!
- Episode3. Citizen Brown
- Episode4. Double Vision
- Episode5. OUT A TIME

## 登場人物
詳しくは、バック・トゥ・ザ・フューチャーシリーズの登場人物参照。
- ●は映画と同じ年齢（近い年齢）で登場する人物
- ◎は映画とは別の年齢で登場する人物
- ○は小説オリジナルの登場人物
- マークが無いキャラクターはゲーム版オリジナルの登場人物 - ゲーム版オリジナルの登場人物は、公式の日本語訳が存在しないため、人物名のカタカナ表記は暫定。

### 主要人物
マーティン・シェイマス・マクフライ ● ◎
声 - A. J. ロカッシオ、マイケル・J・フォックス（未来のマーティ）
本作の主人公。17歳（Episode3のドクの発言では18歳となっている）。1931年でエドナに名前を聞かれる場面では、「マイケル・コルレオーネ」、「ハリー・キャラハン」および「ソニー・クロケット」のうちいずれかを選択し、以降はその名前で呼ばれる。Episode5の終盤では、デロリアンに乗って異なる時間軸の未来からそれぞれ1986年へタイムスリップしてきた壮年のマーティが、一度に3人登場する。
ドク / エメット・ラスロップ・ブラウン ●
声 - クリストファー・ロイド
タイムマシンを発明した科学者。マーティの親友。新型タイムマシンで時空を旅する生活を送っていたはずであったが、ふとしたハプニングから1931年で誤認逮捕され、投獄されてしまった。1986年では、半年以上も行方不明であることから失踪者と見なされ、研究室の持ち物を「遺品セール」として売りに出されている。また実際に登場する場面はないが、台詞の中で妻クララと次男ベルヌが登場する。Episode2終盤の1931年でエドナと結ばれた事により時間軸が狂い、Episode3の舞台である1986年では、ヒル・バレーをエドナと共に厳しい規則で管理する支配者「シチズン・ブラウン」として登場する。
エメット・ラスロップ・ブラウン / 17歳（Episode3のマーティの発言によれば18歳） ◎
声 - ジェームズ・アーノルド・テイラー
1931年のドク。ヒル・バレー裁判所の判事である父・エルハルトの言いつけで、裁判所で事務官として働いている。法学の徒を装っているが、実際はすでに科学に夢中になっており、父に内緒で発明にいそしんでいる。未来のドク同様、理屈っぽい言い回しと早口が特徴で、研究のためとあれば少々の法律違反も気にしない（禁酒法違反など）。マーティに騙されたと知っても、マーティを許す親切な青年。この頃からすでに「Great Scott!」が口癖。昔はサッカーあるいはフットボールの類（台詞に「football」とあるが競技の種類は不明）をやっており、機敏な動きから「稲妻」と呼ばれていた。

### マクフライ家
ジョージ・ダグラス・マクフライ ●
声 - マイケル・X・サマーズ
マーティの父。「失踪者扱いとなったドクの物がきちんと取り扱われるように」と、ドクの遺品セールの監督者を引き受けた。Episode3のドクとエドナが支配する歪んだ1986年においては、ドクの部下としてヒル・バレーの町中に設置された監視カメラの映像を管理しており、市民の生活をのぞき見している。マーティとは思わぬ形での再会となったが本質の心優しい性格は変わっておらず、ドクとエドナに疑問を持ちマーティに協力する。警官に囲まれたロレインを救うため、映画版のようにパンチ一発で警官を殴り倒す場面がある。
ロレイン・ベインズ・マクフライ ●
声 - アイミー・マイルス
マーティの母。Episode1冒頭部屋で寝ているマーティを起こし、ドクのガレージに行くよう促す。Episode3のドクとエドナが支配する歪んだ1986年においては、タウンスクエアにある銅像を掃除するボランティアをしており、生活への不満から映画「PART Ⅰ」冒頭と同様に肥満体系でアルコール依存症気味になってしまっている。
アーサー・マクフライ ○
声 - マイケル・X・サマーズ
マーティの父方の祖父。ジョージの父。映画『PART I』のジョージと外見も性格もそっくりの気弱な男。キッドの裏ビジネスの会計士をさせられている。愛称は「アーティ ("Artie")」。
小説『PART I』にも登場している。
ウィリアム・マクフライ ◎
声 - マイケル・J・フォックス
マーティの曽祖父で、アーサーの父。Episode5に登場。映画『PART III』（1885年）で、シェイマス、マギー夫妻の「マクフライ家で初めてのアメリカ生まれ」として登場した赤ん坊その人。本作（1931年）では46歳になっている（映画『PART III』でも、図書館の写真として成長後の姿が登場）。彼の台詞の中で、父のシェイマスが登場する。

### タネン家
ビフ・タネン ●
声 - アンドルー・チェイキン、トーマス・F・ウィルソン （30周年版）
ドクの遺品セールに客として訪れている。表向きの人当たりは良いが、根は横暴。映画版同様、ジョージには頭が上がらない。Episode3では、エドナの「シチズン・プラス」計画により、礼儀正しく穏やかな性格に強制的に変えられマーティにも好意的に接しているが、事実上の洗脳であり、終盤エドナの命令によりマーティに襲い掛かる。エドナによると、本名は「ビフ・ハワード・タネン」。
アーヴィング・"キッド"・タネン
声 - トーマス・オーエン、トーマス・F・ウィルソン （30周年版）
ビフの父。表向きは慈善食堂「スープキッチン」の経営者であるが、実態は闇酒場ビジネスで儲けるギャング。タネン一族の例にもれず、横暴な性格。ザイン、キューボール、マッチスという名の三人の手下を従える。
ボールガード・タネン
声 - トーマス・オーエン、トーマス・F・ウィルソン （30周年版）
キッドの祖父。映画『PART III』に登場したビュフォード・タネンの父。タネン一族の例にもれず、横暴な性格。1876年にヒルバレーにやって来て町の土地を購入し、そこに酒場を建設している。
※この他、1986年のエドナが拡声器で「ティフ・タネン」なる人物に向かって怒鳴りつける場面がある。綴りが近いためビフの表記間違いの可能性もあるが、台詞のみで姿はないためビフとの関係は不明である。

### パーカー家
ジェニファー・ジェーン・パーカー ●
声 - クローディア・ウェルズ
本作のヒロイン。17歳。マーティの恋人。Episode3にて思わぬ形でマーティと再会する。
ミスター・パーカー ●
声 - マイク・バーボラーク
ジェニファーの父。Episode3にて思わぬ形でマーティと再会する。マーティからは「ミスター・パーカー」と呼ばれるのみで、本名は不明。本来の1986年では靴のセールスマンをしていたが、ドクとエドナ夫妻がヒル・バレーを規則で管理している別時間軸の1986年では警察官をしており、規則を守らない娘に頭を痛めている。映画『PART I』でも、ジェニファーを車で迎えに来る場面でワンシーンのみ登場している。
ダニエル・パーカー巡査
声 - マイク・バーボラーク
ジェニファーの父方の祖父。愛称は「ダニー」。1931年のヒルバレー警察署勤務の新人警官。キッドの部下をパトカーで追跡している最中、1986年からタイムスリップしてきたデロリアンを偶然目撃してしまう。そのため精神科に通うようになりすっかりやる気を失くしてしまい、警官でありながら、闇酒場「El Kid」の常連。マーティの助言とトリクシーの歌でやる気を取り戻し、キッドを逮捕する。ベティという恋人がいる（後のジェニファーの祖母）。

### その他の人物
アインシュタイン ●
ドクの愛犬。ドクの身に起きたハプニングが原因で、無人のデロリアンに乗って1986年へ戻り、マーティと再会する。映画版と同じく利口な犬。
マッチス / ゼイン / キュー・ボール
キッドの三人の部下で、主に引き連れている。このうちキューボールは、スープキッチンの厨房でスープを作ったり、「El Kid」のステージでピアノを弾いたりと多才である。
トリクシー・トロッター
声 - メリッサ・ハチソン
キッドの経営する闇酒場「El Kid」の歌姫。キッドに嫌気がさしているが、やむなく彼のもとで働いている。アーサーのことが好き。キッドの脱税の証拠を握っており、マーティの協力でダニー・パーカー巡査に打ち明けキッド逮捕のきっかけを作る。キッドが逮捕された後は、ヒル・バレー万博で「発展の女神・テクニ」に扮し司会を務める。その際カナダ人であることが判明し、アメリカ人のみで開催される万博の趣旨に反するとして一時はテクニ役を降ろされるが、アーサーの「とある」計らいで無事に就任する。Episode5終盤でトリクシー・トロッターという名前は歌手としての芸名であり、本名はシルヴィア・ミスキンであると明かす（マーティの祖母もシルビアと言う名前であり、彼女とアーサーは後に結ばれると示唆されている）。
エドナ・ストリックランド
声 - レベッカ・シュヴァイツァー（1986年）／シャノン・ニコルソン（1931年）
映画『PART I』『II』に登場したジェラルド・ストリックランド教頭の姉であり、『PART III』に登場したマーシャル・ストリックランド保安官の孫。1986年では、窓からメガホンで若者の素行を注意することや新聞集めが趣味の口うるさく孤独な老婆。犬が嫌いである。1931年ではヒルバレー・ヘラルド社の若き新聞記者。弟ジェラルド同様、規律や秩序を重んじ、健全な社会のためには徹底した管理と「不道徳なもの」の排除が必要だと考えている。彼女と若きエメットの出会いが、今回の物語に大きな影響を及ぼす。